# Hemimycena cyphelloides
Hemimycena cyphelloides är en svampart som först beskrevs av Peter D. Orton, och fick sitt nu gällande namn av Rudolf Arnold Maas Geesteranus 1981. Hemimycena cyphelloides ingår i släktet Hemimycena och familjen Mycenaceae.   Inga underarter finns listade i Catalogue of Life.
I den svenska databasen Dyntaxa används istället namnet Hemimycena subtilis för samma taxon.  Arten har ej påträffats i Sverige.